# Cristian Plati
Cristian Plati (* 27. September 1969) ist ein ehemaliger argentinischer Handballspieler.

## Karriere

### Verein
Der 2,02 m große Kreisläufer spielte für die Asociación Deportiva de Handball Nuestra Señora de Luján, mit der er siebenmal das Torneo Nacional gewann. Ab 2001 lief er für den Club Sociedad Alemana de Gimnasia de Lomas de Zamora auf. 2005 wechselte er zum Club Atlético River Plate, mit dem er achtmal im Torneo Metropolitano, siebenmal im Torneo Nacional und viermal im Súper 4 erfolgreich war. 2019 beendete er seine Laufbahn bei Colegio Ward.

### Nationalmannschaft
Mit der argentinischen Nationalmannschaft gewann Plati dreimal die Panamerikameisterschaft und einmal die Panamerikanischen Spiele.
Außerdem nahm er an den Weltmeisterschaften 1997, 1999, 2001 und 2003 teil.

### Erfolge
Nuestra Señora de Luján:
- Torneo Nacional: 1994, 1996, 1997, 1998, 1999, 2000, 2001

River Plate:
- Torneo Metropolitano: Apertura 2006, Clausura 2006, Apertura 2007, Clausura 2007, Clausura 2008, Apertura 2009, Clausura 2009, Apertura 2012
- Torneo Nacional: 2006, 2007, 2008, 2009, 2010, 2011, 2014
- Súper 4: 2007, 2008, 2011, 2014

Panamerikameisterschaft:
- Gold 2000, 2002, 2010

Panamerikanische Spiele:
- Gold 2011